# جامعة تراس أو مونتيس وألتو دورو
جامعة تراس أو مونتيس وألتو دورو (بالبرتغالية: Universidade de Trás-os-Montes and Alto Douro‏) هي جامعة حكومية تقع في شمال شرق مدينة فيلا ريال، البرتغال.
أصبحت جامعة حكومية في عام 1986، على الرغم من أن تاريخها يتضمن أيضًا تراثًا تم تلقيه من سلفها ، معهد فيلا ريال بوليتكنيك، الذي تم إنشاؤه في عام 1973. أخذ هذا المعهد دورًا مهمًا في تنمية المنطقة، وفي سبتمبر 1979، تم تحويله إلى معهد التعليم العالي تراس أو مونتيس وألتو دورو. بسبب النشاط المكثف في مجالات التدريس والبحث العلمي والتكنولوجي، بعد أقل من عشر سنوات، منحت الحكومة مكانتها كجامعة مؤهلة.